# Levend onderwijs met doden
Levend onderwijs met doden is een hoorspel van Sylvia Hoffmann. Lebendig gestalteter Unterricht mit Toten werd op 10 juni 1964 door de Bayerischer Rundfunk uitgezonden. Jan F. de Zanger vertaalde het en de KRO zond het uit op dinsdag 21 januari 1975. De regisseur was Léon Povel. Het hoorspel duurde 71 minuten.

## Rolbezetting
- Bob Goedhart
- Hans Veerman
- Emmy Lopes Dias
- Bernard Droog
- Huib Orizand
- Peter Aryans
- Hans Karsenbarg
- Robert Borremans
- Coen Flink
- Coen Pronk
- Olaf Wijnants
- Trudy Libosan
- Irene Poorter
- Paula Majoor
- Donald de Marcas
- Johan te Slaa
- Ans Koppen
- Eric van der Donk
- Hellen Huisman

## Inhoud
Leerlingen van een 9de klas zijn na de les niet naar huis gekomen. Vertegenwoordigers van de ouders en de rector onderzoeken de zaak en komen te weten, dat een jonge geëngageerde lerares de leerlingen tijdens het laatste lesuur echt dramatische bandopnamen over het thema "strijd om het bestaan" heeft laten horen. Het gaat in deze opnamen om op winst gerichte rationaliseringsmaatregelen, om arbeiders en employés die voor hun job moeten vrezen, om de zwakten van hun vertegenwoordigers die moeten opkomen voor hun belangen, om leemten in het ontslagrecht - om de catch-as-catch-can van de dagelijkse strijd om het bestaan. Heeft de lerares met dit materiaal onverwachte reacties bij de leerlingen losgemaakt? Waar zijn ze, wat zijn ze van plan? Deze vragen worden beantwoord. Andere blijven open: is voorlichting aan de hand van feiten reeds agitatie? Is training voor het overleven in een harde strijd om het bestaan reeds vijandigheid tegenover het systeem?...